# Seznam osebnosti iz Občine Gorica
Seznam osebnosti iz Občine Gorica vsebuje osebnosti, ki so se tu rodile, delovale ali umrle.
Občino Gorica sestavljajo: Grad (Castello), Ločnik (Lucinico), Oslavje (Oslavia), Pevma (Piuma), Štmaver (San Mauro), Štandrež (Sant'Andrea), Stražišče (Straccis), Grojna (Vallone dell'Aqua), Gradiščuta (Gradiscutta), Podgora (Piedimonte del Calvario), Madonnina del Fante, Podturn - Sv. Ana (San Rocco-Sant'Andrea), Rojce (Campagnuzza), Svetogorska - Placuta (Montesato-Piazzutta).

## Religija in plemstvo
- Anton Gerbec	(1885, Kobdilj - 1955, Gorica) - 	duhovnik
- Jožef Walland	(1736, Nova vas pri Lescah - 1834, Gorica)	- duhovnik, škof
- Martin Bavčer	(1595, Selo - 1668, Gorica) -	zgodovinar, duhovnik, jezuit
- Mirko Brumat	(1897, Šempeter pri Gorici - 1950, Gorica) -	publicist, teolog, duhovnik
- Rihard Brumat	(1658, Gorica - 1719, Trst) -	nabožni pisatelj, jezuit
- Gvidon Cobenzi	(1716, Ljubljana - 1797, Gorica) -	grof
- Peter Anton Codelli pl. Fahenfeld	(1754, Gorica - 1822, Gorica) -	duhovnik, stolni prošt, zgodovinar, pisatelj, dramaturg
- Franc Karel Coronini - Cronberg	(1833, Gorica - 1901, Šempeter pri Gorici) -	grof, politik, župan
- Rudolf Jožef Edling	(1723, Gorica - 1803, Lodi) -	duhovnik, škof, teolog, grof
- Josip Gabrijelčič	(1840, Plave - 1909, Gorica) -	teolog, duhovnik, narodni delavec, politik
- Janez Globočnik	(1824, Cerklje na Gorenjskem - 1877, Gorica) -	duhovnik, nabožni pisatelj, šolnik
- Andrej Gollmayer	(1797, Radovljica - 1883, Gorica) -	teolog, duhovnik, škof
- Mihael Grandi	(1718, Gonars, Francija - 1786, Gorica) -	teolog, duhovnik
- Janez Nepomuk Hrast	(1830, Livek - 1874, Gorica) -	duhovnik, vzgojitelj, narodni delavec
- Janez Svetokriški	(1647, Vipavski Križ - 1714, Gorica) -pridigar, duhovnik, kapucin
- Janez Kaspar Kobencl	(1664, Gorica - 1742, Gradec) -	deželni glavar
- Janez Krstnik Kuglmann	(1619, Gorica - 1681, Ljubljana) -	duhovnik, redovnik, jezuit
- Andrej Mally	(1711, Kamnik - 1768, Gorica) -	redovnik
- Janez Marschek	(1586, Gorica - 1656, Gradec) -	redovnik, kronist
- Ivan Krstnik Mesar	(1673, Gorica - 1723, Hanoj, Vietnam) -	misijonar, redovnik
- Jakob Missia	(1838, Mota - 1902, Gorica) - 	filozof, teolog, škof
- Anton Pavša	(1854, Oborče - 1892, Gorica) -	duhovnik
- Jožef Rabatta	(1620, Gorica - 1683, Ljubljana) -	grof, škof
- Ambrož Redeskini	(1746, Ajdovščina - 1810, Gorica) -	filozof, redovnik
- Romuald - Lovrenc Marušič	(1676, Štandrež - 1748, Gorica) -	pridigar, redovnik, sestavil je besedilo za Škofjeloški pasijon
- Daniel Samerda	(1676, Videm - 1743, Gorica) -	teolog, redovnik
- Frančišek Borgia Sedej	(1854, Cerkno - 1931, Gorica) -	škof
- Ambrož Sembler	(1644, Gorica - 1712, Gorica) -	šolnik, teolog, duhovnik, panegirik
- Julij Jožef Strassoldo	(1771, Gorica - 1830, Milano)	upravni uradnik, grof
- Štefan Tonkli (1908, Breginj - 1987, Gorica) - 	pesnik, duhovnik
- Mihael Toroš	(1884, Medana - 1963, Nova Gorica, Kostanjevica) -	cerkveni pravnik, duhovnik
- Emanuel de Torres	(1743, Gorica - 1789, Gorica) - 	šolnik, pravnik, grof
- Vladimir Truhlar	(1912, Gorica - 1977, Longomosso, Italija) -	teolog, nabožni pisec, redovnik
- Ivan Tul	(1877, Mačkolje - 1959, Gorica) -	nabožni pisec, duhovnik
- Ciril Metod Vuga	(1875, Solkan - 1922, Gorica) -	organizator, duhovnik
- Hilarij Zorn	(1847, Prvačina - 1926, Gorica) -	publicist, duhovnik
- Janez Abram	(1813, Tupelče - 1904, Gorica) -	duhovnik, konzistorialni svetnik, kanonik
- Giacinto Ambrosi	(1887, Sveti Jakob - 1965, Thiene, Italija) -	škof
- Frančišek Ambrož	(1874, Kranj - 1916, Gorica) -	duhovnik, redovnik
- Karel Mihael Attems	(1711, Gorica - 1774, Gorica) -	grof, škof
- Silverio de Baguer	(1838, Ukrajina - 1927, Gorica) -	diplomat, veleposestnik, grof
- Anton Bankič	(1814, Tarčet - 1891, Gorica) -	pridigar, duhovnik, jezuit
- Štefan Bensa	(1839, Šmaver - 1900, Gorica) -	nadškofijski kancler, duhovnik
- Peter Budin	(1770, Grgar - 1858, Gorica) -	duhovnik, generalni vikar
- Leopold Bolko	(1841, Gorica - 1927, Gorica) - 	veleposestnik, deželni poglavar
- Feliks Anton Caffou	(1799, Cerkno - 1877, Gorica) -	duhovnik, moralni teolog, učitelj
- Daniel Calo	(1612, Trst - 1691, Gorica) -	šolnik, teolog, duhovnik
- Hieronim Catta	(neznano - 1589, Šempeter pri Gorici) -	duhovnik, prvi goriški arhidiakon, zavzemal se je za ustanovitev goriške škofije, z bratom prišteta med goriške plemiče
- Matej Cerniz	(1752, Šempeter pri Gorici - 1837, Gorica) -	duhovnik, pridigar
- Pietro Cocolin	(1920, Saciletto - 1982, Gorica) -	duhovnik, škof
- Bernard Čeferin	(1628, Solkan - 1679, Gorica) - 	teolog, matematik
- Tomaž Čerin	(1846, Cerkno - 1901, Gorica) - 	duhovnik, profesor bogoslovja
- Ludvik Ćiković	(1871, Jurdani, Hrvaška - 1936, Gorica) -	duhovnik, profesor latinščine
- Branko Dorčić	(1905, Gorica - 1986, Ohrid, Severna Makedonija) -	ekumenski delavec, publicist, duhovnik
- Guglielmo Endrizzi	(1896, Fai della Paganella - 1973, Gorica) -	duhovnik, redovnik
- Alojzij Fogar	(1882, Pevma - 1971, Rim) -	duhovnik, škof
- Franc Ksaverij Gallizig	(neznano, Vipavski Križ - 1780, Gorica) -	cerkveni pisatelj, duhovnik, generalni vikar
- Matija Godina	(1746, Ajdovščina - 1828, Gorica) -  	duhovnik, generalni vikar
- Josip Golob	(1849, Solkan - 1905, Podgora) - 	narodni delavec, duhovnik
- Vid Gulin	(1612, Gorica - 1687, Gradec) -	duhovnik, prefekt
- dr. Andrej baron Winkler (1825, Trnovo pri Gorici - 1916, Gradec), 	 pravnik, politik, deželni predsednik na Kranjskem

## Kultura in umetnost
- Rudolf Brajnik	(1882, Štandrež - 1962, Ajdovščina) - 	prosvetni delavec, planinec
- Jožko Bratuž	(1896, Gorica - 1944, Gorica) -	kulturni delavec, vzgojitelj
- Ivan Bajt	(1865, Ponikve - 1909, Gorica) -	kulturnoprostorski delavec
- Anton Berlot	(1860, Kanalski Vrh - 1940, Gorica) -	kulturni delavec, duhovnik
- Josip Pavlica	(1861, Branik - 1902, Gorica) -	kulturni delavec, socialni delavec, pisatelj
- Ivan Drašček	(1874, Podgora - 1952, Kobjeglava) - 	duhovnik, kulturni delavec

### Slikarji, ilustratorji, kiparji, arhitekti
- Josip Batič	(1820, Gorica - 1850, Benetke) -	slikar
- Franc Caucig	(1755, Gorica - 1828, Dunaj) -	slikar
- Gojmir Anton Kos	(1896, Gorica - 1970, Ljubljana) -	slikar
- Pasquale Lazzarini	(1667, Benetke - 1731, Gorica) -	kamnosek, kipar
- Melita Rojic	(1879, Gorica - 1924, Gorica) -	slikarka
- Anton Rotta	(1828, Gorica - 1903, Benetke) -	slikar
- Rudolf Saksida	(1913, Gorica - 1948, Trst) -	slikar
- Avgusta Šantel starejša (1852, Stainz -1935, Ljubljana) - slikarka in narodna buditeljica
- Avgusta Šantel mlajša 	(1876, Gorica - 1968, Ljubljana) -	slikarka, grafičarka
- Henrika Šantel	(1847, Gorica - 1940, Ljubljana) - 	slikarka
- Saša Šantel	(1883, Gorica - 1945, Ljubljana) -	slikar, grafik, ilustrator, glasbenik
- Anton Štefic	(1878, Gabrje Sevnica - 1915, Gorica) -	kipar
- Jožef Jakob Tominc	(1790, Gorica - 1866, Gradišče nad Prvačino) -	slikar
- Giuseppe Tommasini	(1710, Benetke - 1776, Gorica) -	tiskar
- France Uršič	(1907, Gorica - 1979, Izola) -	slikar, karikaturist
- Peter Pellegrini	(neznano - neznano) -	stavbenik, ki je deloval v Ljubljani, Karlovcu in Gorici
- Filip Pik	(1806, Gorica - 1879, Gorica) -	likovni pedagog, slikar
- Anton Bitežnik	(1869, Gorica - 1949, Gorica) -	kamnosek, kipar
- Blaž Bitežnik	(1836, Grgar - 1916, Gorica) -	kipar, kamnosek
- Ivan Žnidarčič	(1876, Gorica - 1960, Ljubljana) - risar, šolnik
- Nadja Bevčar	(1968, Gorica - ) -	slikarka, grafičarka, grafična oblikovalka
- Silvan Bevčar	(1957, Gorica - ) -	slikar, grafik, ilustrator
- Ciril Cej	(1887, Gorica - 1971, Gorica) -	publicist, ilustrator
- Demetrij Cej	(1931, Beograd - 2012, Gorica) -	slikar, scenograf, kostumograf
- Jože Cej	(1941, Gorica - ) -	slikar, arhitekt
- Romeo Coceani	(1905, Trst - 1956, Gorica) -	slikar
- Giovani Battista Costa	(1611, Gorica - 1640, Ljubljana) -	rezbar, podobar
- Clemente Costantino Del Neri	(1865, Gorica - 1943, Gorica) -	slikar, restavrator
- Maks Fabiani	(1865, Kobdilj - 1962, Gorica) - 	arhitekt, urbanist
- Vida Franko	(1933, Gorica - 1972, Gorica) -	slikarka
- Vanja Franko	(1944, Gorica - ) -	slikar, grafik
- Emma Galli	(1893, Trst - 1982, Gorica) -	slikarka

### Pisatelji, pesniki, publicisti, prevajalci
- Venceslav Bele	(1887, Viševnik - 1938, Gorica) -	publicist, pisatelj, duhovnik
- Atanazij Bosizio	(1809, Gorica - 1896, Kalocsa, Madžarska) -	govornik, pisec, jezuit
- Andrej Budal	(1889, Štandrež - 1972, Trst) -	pisatelj, prevajalec
- Simon Gregorčič	(1844, Vrsno - 1906, Gorica) -	pesnik, duhovnik
- Matej Hladnik	(1806, Črni Vrh - 1865, Gorica) -	pisatelj, pesnik, duhovnik
- Branko Jeglič	(1903, Gorica - 1920, Ljubljana) -	pisatelj, pesnik, duhovnik
- Ivan Jenko	(1853, Praše - 1891, Gorica) -	pesnik
- Štefan Kemperle	(okoli 1729, Hudajužna - 1789, Gorica) -	prevajalec, nabožni pisec
- Ignacij Kralj	(1865, Dornberk - 1895, Gorica) -	esejist, duhovnik
- Alojzij Res	(1893, Gorica - 1936, Benetke) -	pisatelj, literarni kritik, urednik, publicist
- Franc Leopold Savio	(1801, Gorica - 1847, Gorica) -	pesnik, pravnik
- Štefan Širok	(1849, Ravnica - 1890, Ukrajina) - 	publicist
- Ljubka Šorli	(1910, Tolmin - 1993, Gorica) -	pesnica
- Josip Pagliaruzzi	(1859, Kobarid - 1885, Gorica) -	pesnik
- Gorazd Vesel	(1926, Lonjer - 2013, Gorica) -	časnikar, družbeni delavec
- Fran Zakrajšek	(1835, Gorica - 1903, Gorica) -	pesnik, literarni zgodovinar, prevajalec
- Stanko Stanič	(1839, Cesta - 1955, Gorica) -	nabožni pisec, kulturni delavec, duhovnik
- Valentin Stanič	(1744, Bodrež - 1847, Gorica -	pesnik, alpinist, duhovnik, kanonik
- Fran Žnideršič	(1866, Krško - 1929, Gorica) -	pisatelj, šolnik
- Rado Bednarik	(1902, Gorica - 1975, Gorica) -	časnikar, publicist, šolnik
- Milan Bekar	(1897, Opatija - 1966, Gorica) -	pesnik
- Julij Belin	(1592, Gorica - 1619, Gorica) -	pisatelj, redovnik
- Gizela Belinger Ferjančič	(1887, Gorica - 1976, Trst) -	publicistka, novinarka, urednica
- Filibert Benedetič	(1935, Tržič - 2005, Gorica) - 	pesnik, dramatik, prevajalec
- Mario Birsa	(1897, Pristava - 1969, Gorica) - ljudski pesnik, športnik
- Anton Jožef Schlechter	(1809, Ljubljana - okoli 1875, Gorica) -	pesnik, prevajalec
- Ivan Delpin	(1905, Podgora - 1993, Pliskovica) - 	pesnik, duhovnik
- Marjan Dolgan	(1923, Trst - 1996, Gorica) -	časnikar
- Ernesta Boltar	(1922, Solkan - 1968, Gorica) -	urednica
- Josip Birsa	(1893, Gorica - 1957, Trst) -	časnikar, šolnik
- Bogomil Bitežnik	(1907, Ločnik - 1985, Izola) - 	publicist
- Rodolfo Valentino Carrara	(1883, Gorica - 1960, Gorica) -	pesnik, zbiralec furlanskih ljudskih pesmi
- Aleš Doktorič	(1960, Gorica - ) -	publicist, kulturni organizator
- Carlo Favetti	(1819, Gorica - 1892, Gorica) - 	publicist, urednik, pesnik, politik
- Giovanni Luigi Filli	(1815, Gorica - 1883, Gorica) -	publicist, urednik, pripovednik
- Renato Ferrari	(1908, Gorica - 2002, Milano) - 	pisatelj, kronist
- Srečko Gregorec	(1894, Mengeš - 1972, Gorica) - 	nabožni pisatelj, pesnik, duhovnik

### Glasbeniki
- Danilo Fajgelj	(1840, Idrija - 1908, Gorica) -	učitelj, orglavec, skladatelj
- Anton Hribar	(1839, Zgornji Tuhinj - 1887, Gorica) -	zborovodja, skladatelj, učitelj
- Ivan Kacin	(1884, Otalež - 1953, Gorica) - glasbenik, orglavec, izdelovalec harmonijev in orgel
- Emil Komel	(1875, Gorica - 1960, Gorica) -	glasbenik, skladatelj
- Avgust Armin Leban	(1847, Kanal - 1879, Gorica) -	glasbenik, učitelj
- Ivan Mercina	(1851, Goče - 1940, Gorica) -	glasbenik, šolnik
- Rihard Orel	(1881, Prvačina - 1966, Gorica -	glasbenik, učitelj, orglavec, folklorist
- Kornelija Schollmayer	(1834, Gorica - 1913, Ljubljana) - pianistka, kulturna delavka
- Mario Šimenc	(1896, Gorica - 1958, Zagreb) -	operni pevec, gledališki igralec
- Gabrijel Devetak	(1924, Šmaver - 2006, Gorica) -	glasbenik
- Viktorija Milena Dolenc - Gollmayer	(1876, Placuta - 1949, Gorica) -	operna pevka
- Andrej Bratuž	(1936, Gorica - 2011, Gorica) -	šolnik, skladatelj, publicist
- Ivo Bolčina	(1932, Gorica - ) -	prosvetni delavec, zborovodja
- Lojze Bratuž	(1902, Gorica - 1937, Gorica) -	skladatelj, organist, zborovodja
- Marko Bitežnik	(1958, Ločnik - 2010, Dobrova) -	glasbenik, glasbeni pedagog
- Maks Debenjak	(1909, Kozana - 1985, Gorica) -	organist, pevovodja
- Mirko Filej	(1912, Medana - 1962, Gorica) -	glasbenik, prosvetni delavec, duhovnik

### Igralci, režiserji
- Emil Kralj	(1895, Trebče - 1945, Gorica) -	gledališki igralec in režiser, prevajalec
- Aleksander Vincenc Valič	(1919, Gorica - 2015, ?) -	gledališki in filmski igralec
- Bogdana Bratuž	(1934, Gorica - 2021, ?) -	gledališka igralka
- Darko Bratina	(1942, Gorica - 1997, Obernai, Francija) -	filmski kritik, filmski organizator
- Ferdo Delak	(1905, Gorica - 1968, Ljubljana) -	režiser, publicist, prevajalec
- Nada Gabrijelčič	(1903, Gorica - 1986, Domžale) - 	gledališka igralka, režiserka

## Šolstvo, znanost in humanistika
- Peter Filej	(1781, Lig - 1864, Gorica) -	šolnik, duhovnik
- Andrej Filipič	(1780, Grgar - 1836, Gorica) - 	šolnik, duhovnik
- Jožef Stibiel	(1784, Dolenje - 1848, Ločnik) -	šolnik, pridigar, duhovnik
- Ivan Berbuč	(1845, Selo - 1924, Gorica) -	šolnik, politik
- Janez Nepomuk Jakob Edling von Laussenbach	(1751, Gorica - 1793, Dunaj) -	šolnik
- Fran Erjavec	(1834, Ljubljana - 1887, Gorica) -	pisatelj, naravoslovec
- Ivan Jurič	(1868, Medana - 1894, Gorica) -	filozof
- Josip Kenda	(1859, Temljine - 1929, Gorica) -	folklorist, učitelj
- Štefan Kociančič	(1818, Vipava - 1883, Gorica) -	jezikoslovec, zgodovinar, duhovnik, teolog
- Milko Kos	(1892, Gorica - 1972, Ljubljana) -	zgodovinar, duhovnik, jezuit
- Andrej Kragelj	(1853, Modrejce - 1901, Gorica) -	prevajalec, klasični filolog
- Ivan Kuret	(1863, Ricmanje - 1914, Gorica) -	šolnik, glasbenik, učitelj
- Jožef Maffei de Glatfort	(1742, Gorica - okoli 1807, Dunaj) -	matematik, redovnik, stavbar
- Jožef Novak	(1742, Gorica - 1788, Stična) -	filozof, pedagoški delavec, redovnik
- Andrej Pavlica	(1866, Branik - 1951, Gorica) -	pisatelj, sociolog, organizator, duhovnik
- Franc Peesengger	(1762, Amberg, Nemčija - 1841, Gorica) -	šolnik, filolog, urednik
- Avgust Pirjevec	(1887, Gorica - 1943, Mauthausen, Avstrija) -	bibliotekar, političnih zgodovinar, literarni zgodovinar
- Miroslav Premrou	(1871, Gorica - 1944, Gorica) -	zgodovinar, notar
- Anton Primožič	(1855, Pevma - 1944, Zagreb, Hrvaška) -	šolnik
- Anton Rudež	(1847, Kobjeglava - 1907, Gorica) -	surdopedagog
- Franc Sivec	(1861, Vrsno - 1944, Gorica) -	šolnik
- Štefan Vidic	(1797, Bled - 1861, Gorica) -	šolnik
- Bogomil Vižintin	(1905, Renče - 1978, Nova Gorica) -	družbenopolitični delavec
- Josip Vuk	(1802, Gorica - 1881, Gorica) -leksikograf, duhovnik
- Marko Waltritsch	(1932, Gorica - 2003, Gvadelup) -	časnikar, publicist, politični delavec
- Janez Zima	(1847, Zobrce, Avstrija - 1898, Gorica) -	šolnik, publicist
- Franc Žigon	(1863, Ajdovščina - 1936, Gorica) -	filozof, teolog, duhovnik
- Vladimir Žitko	(1903, Gorica - 1954, Ljubljana) -	šolnik
- Graziadio Isaia Ascoli	(1829, Gorica - 1907, Milano) -	jezikoslovec
- Franc Alvian	(1760, Gorica - 1842, Polana) -	šolnik, pesnik, duhovnik
- Vincenc Bandelj	(1881, Dornberk - 1937, Gorica) -	publicist, leksikograf, učitelj
- Davorina Bevk	(1894, Gorica - 1971, Ljubljana) -	publicistka, učiteljica
- Lojzka Bratuž	(1934, Gorica - 2019, Gorica) - 	literarna zgodovinarka, jezikoslovka
- Janez Budau	(1807, Štandrež - 1878, Gorica) -	soustanovitelj gluhonemnice, šolnik, duhovnik
- Drago Butkovič	(1920, Sovodnje ob Soči - 1992, Gorica) -	klasični filolog, prevajalec, šolnik
- Sonja Bleiweis	(1913, Gorica - 1999, Ljubljana) - 	pedagoginja, operna pevka
- Ivan Bratina	(1948, Gorica - ) -	politik, pedagoški delavec
- Lučana Budal	(1952, Štandrež - ) -	javna delavka, šolnica
- Peter Pavel Capello	(1694, Gorica - 1775, Gorica) -	humanist, krajevni zgodovinar, duhovnik
- Angel Casagrande	(1852, Ajdovščina - 1935, Gorica) -	posestnik, družbenopolitični delavec
- Ranieri Mario Cossar	(1884, Gorica - 1936, Trst) -	zgodovinar, etnograf, umetnostni zgodovinar
- Paola Cracina	(1915, Čampej - 2003, Gorica) -	etnografinja, redovnica
- Jožef Friderik Crobath	(1795, Kranj - 1877, Gorica) -	profesor biblicistike, hermenevtik
- Ivana Crovatin	(1924, Gorica - ) -	profesorica kemije, priredila in prevedla več učbenikov
- Carl Czoernig baron Czernhausen	(1804, Černousy, Češka - 1889, Gorica) -	statistik, etnograf
- Marija Češčut	(1942, Gorica - ) -	javna delavka, profesorica
- Franjo Čibej	(1901, Gorica - 1929, Ljubljana) -	pedagog, filozof
- Giovanni Giacomo Della Bona	(1814, Gorica - 1885, Trento) -	ravnatelj gluhonemnice
- Giuseppe Domenico Della Bona	(1790, Gorica - 1864, Gorica) -	zgodovinar, bibliotekar
- Silvo Devetak	(1938, Gorica - ) - družbeni delavec, publicist, pravnik
- Liliana Ferrari	(1953, Ločnik - ) -	zgodovinarka

## Zdravstvo
- Ivan Franc Carusa	(1627, Gorica - 1688, Gorica) -	zdravnik
- Anton Muznik	(1726, Most na Soči - 1803, Gorica) -	zdravnik
- Aleksij Rafael Rojic	(1844, Zalošče - 1927, Gorica) -	zdravnik, okulist, politik
- Josip Vrtovec	(1899, Velike Žablje - 1978, Gorica) - 	zdravnik
- Lovrenc Batič	(1815, Gorica - neznano) - zdravnik
- Gian Battista Bosizio	(1673, Gorica - 1753, neznano) - 	zdravnik
- Angela Boškin	(1885, Pevma - 1977, Pevma) - 	medicinska sestra, otroška negovalka
- Bogdan Brecelj	(1906, Gorica - 1986, Ljubljana) -	kirurg, ortoped
- Marij Bregant	(1903, Podgora - 1959, neznano) -	zdravnik, javni delavec
- Ivan Brežan	(1814, Gorica - 1878, Dunaj) -	zdravnik
- Karmen Dereani Bežek	(1911, Gorica - 2008, Ljubljana) -	zdravnica, oftamologinja
- Franc Fronc	(1815, Gorica - neznano) -	zdravnik
- Igor Franko	(1900, Solkan - 1994, Gorica) - 	zobozdravnik
- Ioannes Baptista Garzaroll	(1610, Orehovlje - 1687, Gorica) -	zdravnik

## Pravo in politika
- Josip Gruden	(1901, Nabrežina - 1952, Gorica) -	odvetnik, narodni delavec
- Josip Abram (1832, Tupelče - 1907, Gorica) -	pravnik, politik
- Engelbert Besednjak	(1894, Gorica - 1968, Trst) -	politik, novinar, publicist
- Josip Bitežnik	(1891, Solkan - 1960, Gorica) -	pravnik, časnikar, politik
- Alfred Coronini von Cronberg	(1846, Boštanj - 1920, Gorica) -	politik, poslanec
- Anton Dermota	(1876, Železniki - 1914, Gorica) -	publicist, politik, pravnik
- Fran Geiger	(1862, Kranj - 1896, Gorica) -	pravnik
- Anton Gorjup	(1812, Kanalski Vrh - 1883, Gorica) -	politik, sodnik
- Anton Gregorčič	(1852, Vrsno - 1925, Gorica) -	politik, kulturni delavec, duhovnik
- Andraž Jeglič	(1865, Gorica - 1937, Podbrezje) -	pravnik
- Josip Kavčič	(1821, Razdrto - 1903, Gorica) -	narodni buditelj, pravnik, notar
- Karel Lavrič	(1818, Prem - 1876, Gorica) -	politik, narodni buditelj
- Andrej Marušič	(1828, Štandrež - 1898, Gorica) -	politik, časnikar, duhovnik
- Peter Medvešček	(1859, Krstenica - 1932, Gorica) -	politik, šolnik, župan
- Adolf Obreza	(1834, Gorica - 1886, Cerknica) -	politik, župan
- Fran Potočnik	(1811, Kropa - 1892, Gorica) -	stavbenik, župan
- Josip Tonkli	(1834, Breginj - 1907, Gorica) -	politik, odvetnik
- Karel Birsa	(1894, Gorica - 1957, Gorica) -	odvetnik, politik
- Mitja Bitežnik	(1924, Gorica - 2008, Opčine) -	pravnik
- Giorgio Bombig	(1852, Ruda, Italija - 1939, Gorica) -	italijanski politik, ki je nasprotoval Slovencem, predvsem jim je onemogočal šolanje v Gorici
- Stojan Brajša	(1888, Pazin, Hrvaška - 1989, Gorica -	pravnik, publicist
- Stanislav Bratina	(1926, Gorica - ) - politični delavec
- Marijan Brecelj	(1910, Gorica - 1989, Ljubljana) - 	politik, pravnik
- Leopold Budau	(1838, Štandrež - 1910, Dunaj) - 	pravnik
- Paolo de Bizarro	(1811, Bakar, Hrvaška - 1908, Gorica) -	odvetnik, arheolog
- Milan Bogataj	(1887, Soča - 1958, Gorica) -	sodnik
- Alessandro Filippo Ferdinando de Claricini	(1811, Versa - 1880, Gorica) -	pravnik, zgodovinar, goriški župan, brezplačno poučeval na goriški realki, predlagal izdajo slovenskega lista "Umni gospodar"
- Ivan Demastia	(1871, Ljubljana - 1906, Gorica) - 	politik, publicist
- Andrej Nikolaj Dominico	(1869, Pevma - 1961, Gorica) -	pravnik
- Danilo Dougan	(1909, Gorica - 1993, Ljubljana) - 	pravnik, družbenopolitični delavec
- Matej Tominc	(1790, Lome - 1832, Gorica) -	odvetnik
- Carlo Doliac	(1805, Gorica - 1898, Gorica) - 	odvetnik, javni delavec

## Šport
- Julius Kugy	(1858, Gorica - 1944, Trst)	- alpinist, pravnik, planinski pisec, oče alpinizma v  Julijskih Alpah
- Jelica Vazzaz	(1914, Gorica - 2007, Ljubljana) -	športna pedagoginja, telovadka
- Peter Čermelj	(1900, Gorica - 1973, Gorica) -	planinski delavec

## Razno
- Miroslav Plohl	(1881, Gorica - 1939, Karlovec, Hrvaška) -	elektrotehnik
- Konrad Rubbia	(1858, Beljak, Avstrija - 1931, Gorica) -	gozdarski strokovnjak
- Josip Rustja	(1894, Skrilje - 1967, Gorica) -	kmetijski strokovnjak
- Branimir Tuma	(1904, Gorica - 1991, Ljubljana) -	podjetnik, gospodarstvenik
- Anton Velušček	(1912, Gorica - 1944, Rižarna) -	narodni heroj
- Jakob Bandeu	(1683, Gorica - 1752, Gorica) -	davčni uradnik
- Vladimir Baša	(1913, Črniče - 1970, Gorica) -	gospodarstvenik, prosvetni delavec
- Leopold Bobič	(1884, Peč - 1959, Gorica) -	javni delavec
- Rudi Bratuž	(1896, Gorica - neznano) -	javni delavec
- Vladislav Beltram	(1902, Gorica - 1986, Ljubljana) -	gozdarski strokovnjak
- Zlatko Bisail	(1905, Gorica - 1987, Gorica) -	raketni modelar, izumitelj
- Francesco Caccese	(1895, Montecalvo Irpino - 1969, Gorica) -	inženir
- Giovanni Antonio Capellaris	(1727, Gorica - 1807, Gorica) -	kartograf, inženir, arhitekt
- Marjan Čadež	(1912, Gorica - 2009, Ljubljana) -	meteorolog, univerzitetni profesor
- Rastislav Delpin	(1920, Podgora - 1956, Šempeter pri Gorici) -	častnik
- Luka Dugar	(1845, Doblar - 1919, Gorica) -	 narodni delavec
- Harjet Dornik	(1954, Gorica -  ) -	naravoslovka, kulturna delavka
- Franjo Ferfila	(1845, Senožeče - 1915, Gorica) - 	uradnik, narodni delavec, gospodarstvenik
- Lorenzo Fabiani	(1907, Kobdilj - 1973, Gorica) -	agronom
- Stanislav Glaser	(1928, Gorica - )	- inženir, strokovnjak za hladilne stolpe
- Vladimir Glaser	(1924, Gorica - 1984, Ženeva, Švica) -	jedrski fizik
- Miha Golob	(1854, Obloke - 1873, reka Soča, Gorica) -	dijaški organizator
- Giovanni Gyra	(1861, Videm - 1926, Gorica) -	zbiralec starih umetnin, orožar